# Гесий
Вижте пояснителната страница за други личности с името Гесий.
Гесий (на латински: Gessius; floruit 420–443) е политик на Източната Римска империя, брат на императрица Елия Евдокия.
Роден е в Атина като син на езичника философ софист Леонтий и брат на Валерий и Атиниада (Евдокия).
Сестра му Атиниада си сменя името през 421 г. на Елия Евдокия и се омъжва за източния император Теодосий II. По този начин Гесий и Валерий са високо хонорирани. Гесий получава службата преториански префект на Илирия.
Брат му Валерий става консул през 432 г.